# Murdock (Nebraska)
Murdock és una població dels Estats Units a l'estat de Nebraska. Segons el cens del 2000 tenia 269 habitants.

## Demografia
Segons el cens del 2000, Murdock tenia 269 habitants, 110 habitatges, i 75 famílies. La densitat de població era de 865,5 habitants per km².
Dels 110 habitatges en un 30,9% hi vivien nens de menys de 18 anys, en un 57,3% hi vivien parelles casades, en un 8,2% dones solteres, i en un 31,8% no eren unitats familiars. En el 28,2% dels habitatges hi vivien persones soles el 18,2% de les quals corresponia a persones de 65 anys o més que vivien soles. El nombre mitjà de persones vivint en cada habitatge era de 2,45 i el nombre mitjà de persones que vivien en cada família era de 3,05.
Per edats la població es repartia de la següent manera: un 28,3% tenia menys de 18 anys, un 5,6% entre 18 i 24, un 25,3% entre 25 i 44, un 24,9% de 45 a 60 i un 16% 65 anys o més.
L'edat mediana era de 39 anys. Per cada 100 dones de 18 o més anys hi havia 82,1 homes.
La renda mediana per habitatge era de 35.781 $ i la renda mediana per família de 45.357 $. Els homes tenien una renda mediana de 36.875 $ mentre que les dones 22.031 $. La renda per capita de la població era de 16.766 $. Aproximadament el 2,3% de les famílies i el 2,5% de la població estaven per davall del llindar de pobresa.

## Poblacions més properes
El següent diagrama mostra les poblacions més properes.